# نيخار
نيخار (بالإسبانية: Níjar)‏ (نقحرة:  نايجار) هي بلدية تقع في مقاطعة المرية. جنوب شرق إسبانيا. يبلغ عدد سكانها 24.435 نسمة.

## وصلات خارجية
- (بالإسبانية)